# Canistrum seidelianum
Espèce
Canistrum seidelianum est une espèce de plantes tropicales de la famille des Bromeliaceae, endémique du Brésil et décrite en 1986.

## Distribution
L'espèce est endémique de l'État de Bahia dans l'est du Brésil.

## Description
L'espèce est épiphyte.